# (14411) Clérambault
(14411) Clérambault ist ein Asteroid des Hauptgürtels, der am 6. September 1991 vom belgischen Astronom Eric Walter Elst am Observatoire de Haute-Provence (IAU-Code 511) auf einem Hochplateau im Südosten Frankreichs, etwa 90 km östlich von Avignon und 100 km nördlich von Marseille, entdeckt wurde.
Der Asteroid wurde am 23. September 2010 nach dem französischen Komponisten und Organisten Louis-Nicolas Clérambault (1676–1749) benannt, der ab 1705 die typisch französische Kantate entwickelte.
Der Himmelskörper gehört zur Levin-Familie, einer Gruppe von Asteroiden, die nach (2076) Levin benannt ist.